# Neobuthus amoudensis
Neobuthus amoudensis é uma espécie de escorpião da família Buthidae, encontrada na Somalilândia e na Etiópia. A espécie foi batizada em homenagem à Universidade Amoud, na Somalilândia.

## Taxonomia
Espécimes de Neobuthus amoudensis foram coletados e categorizados provisoriamente como Neobuthus ferrugineus desde 2012. Os exemplares puderam ser considerados uma espécie separada após expedições de coleta ao Chifre da África terem disponibilizado mais material para estudo entre 2016 e 2018.

## Descrição
Os machos medem 18–20 mm de comprimento, e as fêmeas medem 23.5–25.7 mm. Os pedipalpos são relativamente esguios. A cor base da carapaça vai do amarelo pálido ao laranja claro, com padrões escuros nas pernas, pedipalpos e em algumas partes das pernas. Os dentes do escorpião são avermelhados, e as quelíceras são amarelas.

## Distribuição
A espécie pode ser encontrada na Somalilândia e na Etiópia, em áreas rochosas semi-desérticas, ocasionalmente em ou próximo a leitos de rio. A localidade tipo da espécie é em um leito de rio sazonal no campus da Universidade Amoud, na Somalilândia. As localidades da espécie estão próximas às localidades em que foram achados espécimes de Neobuthus gubanensis e Neobuthus factorio.